# Bystrianka
Bystrianka – potok na Słowacji, prawostronny dopływ Hronu. Ma długość 18,8 km.
Wypływa kilkoma ciekami na południowych zboczach głównego grzbietu Niżnych Tatr, na odcinku od szczytu Deresze (Dereše, 2004 m) po szczyt Dziumbier (Ďumbier, 2043 m). Spływa dnem Bystrej doliny w Niżnych Tatrach na Słowacji. Źródłowe cieki stopniowo łączą się z sobą i od wysokości około 1010 m, poniżej centrum turystycznego Trangoška, Bystrianka jednym już korytem spływa w kierunku południowym. W zabudowanym obszarze wsi Bystrá uchodzi do niej potok Štiavnička. Od jego ujścia Bystrianka zmienia kierunek na południowo-zachodni. Wpływa na Kotlinę Brezneńską i w miejscowości Podbrezová, w jej części zwanej Štiavnička, uchodzi do Hronu na wysokości około 475 m.
Zlewnia potoku Štiavnička znajduje się głównie w Niżnych Tatrach, tylko niewielka jej część w Kotlinie Brezneńskiej. Na odcinku od źródeł do ujścia Štiavnički Bystrianka to typowy potok górski o dużym spadku, z licznymi, choć niewysokimi kaskadami i bystrzami. Wzdłuż jej koryta od centrum wsi Bystrá do turystyczno-narciarskiego ośrodka Trangoška poprowadzono asfaltową drogę, która kilkukrotnie mostami przekracza koryto Bysrtrianki.
Z obydwu zboczy Bystrej doliny spływają do Bystrianki liczne potoki. Największy z nich to Čierny potok. Poniżej ujścia Štiavnički Bystrianka nie posiada już żadnych dopływów.

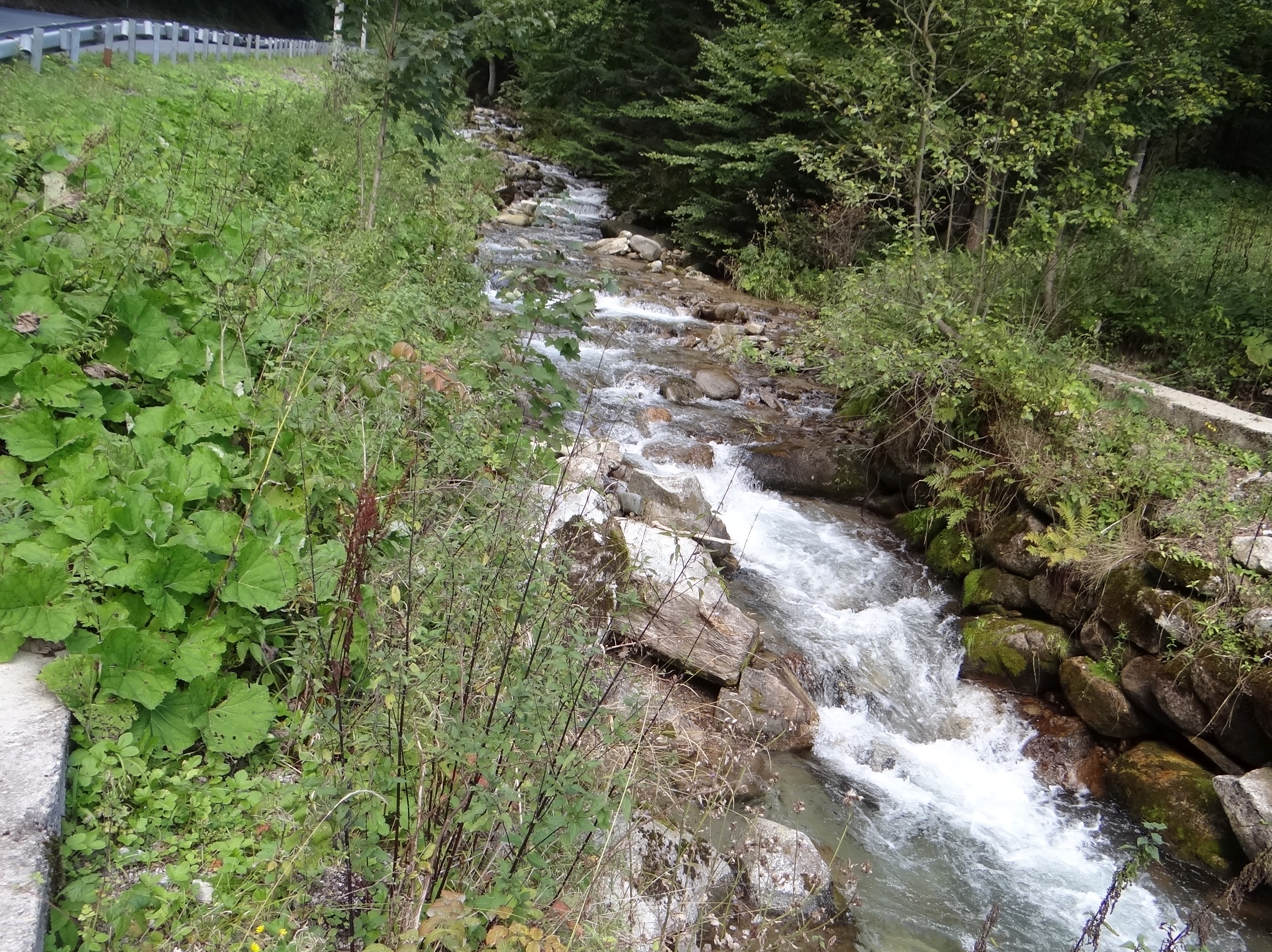
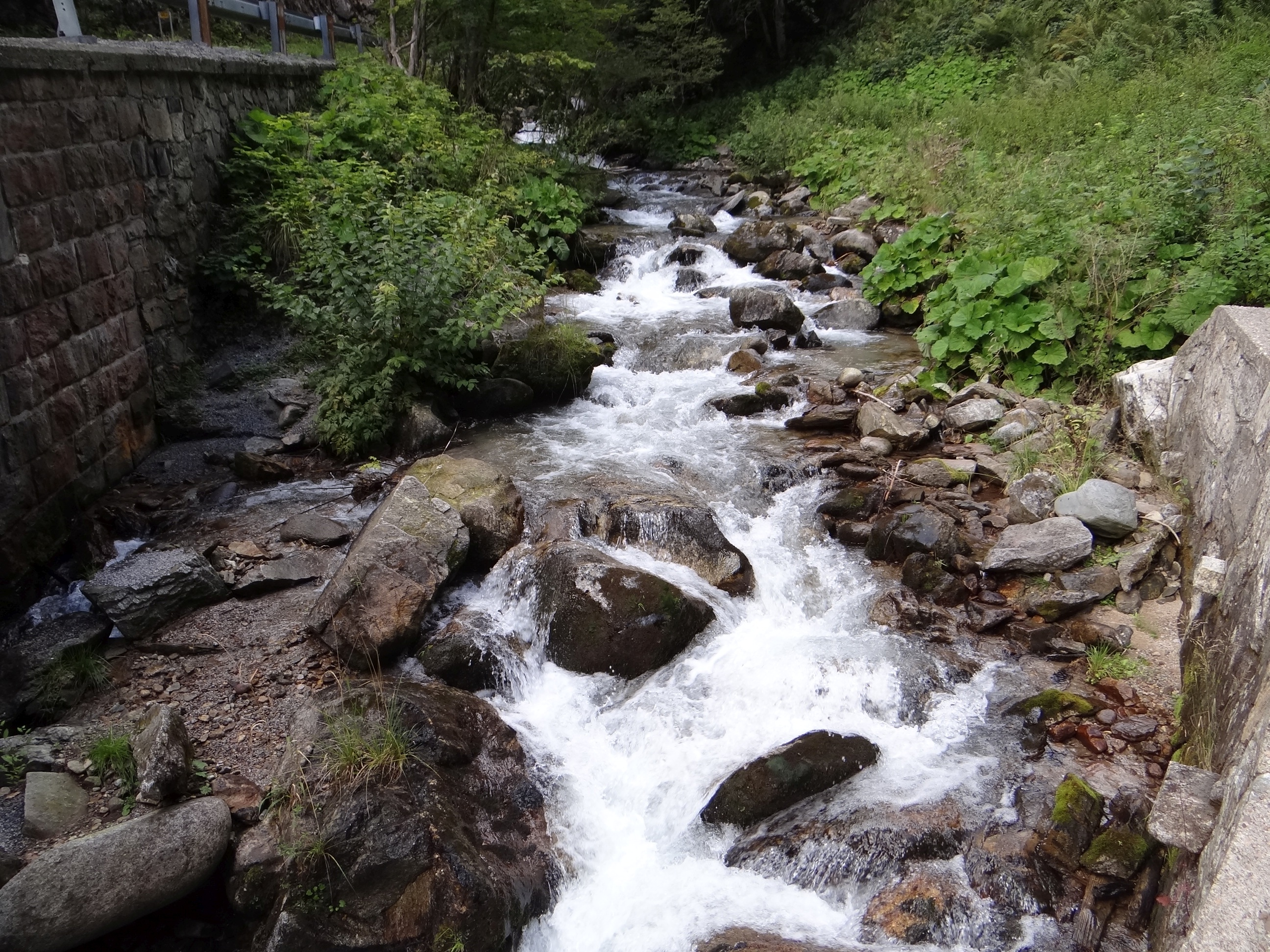
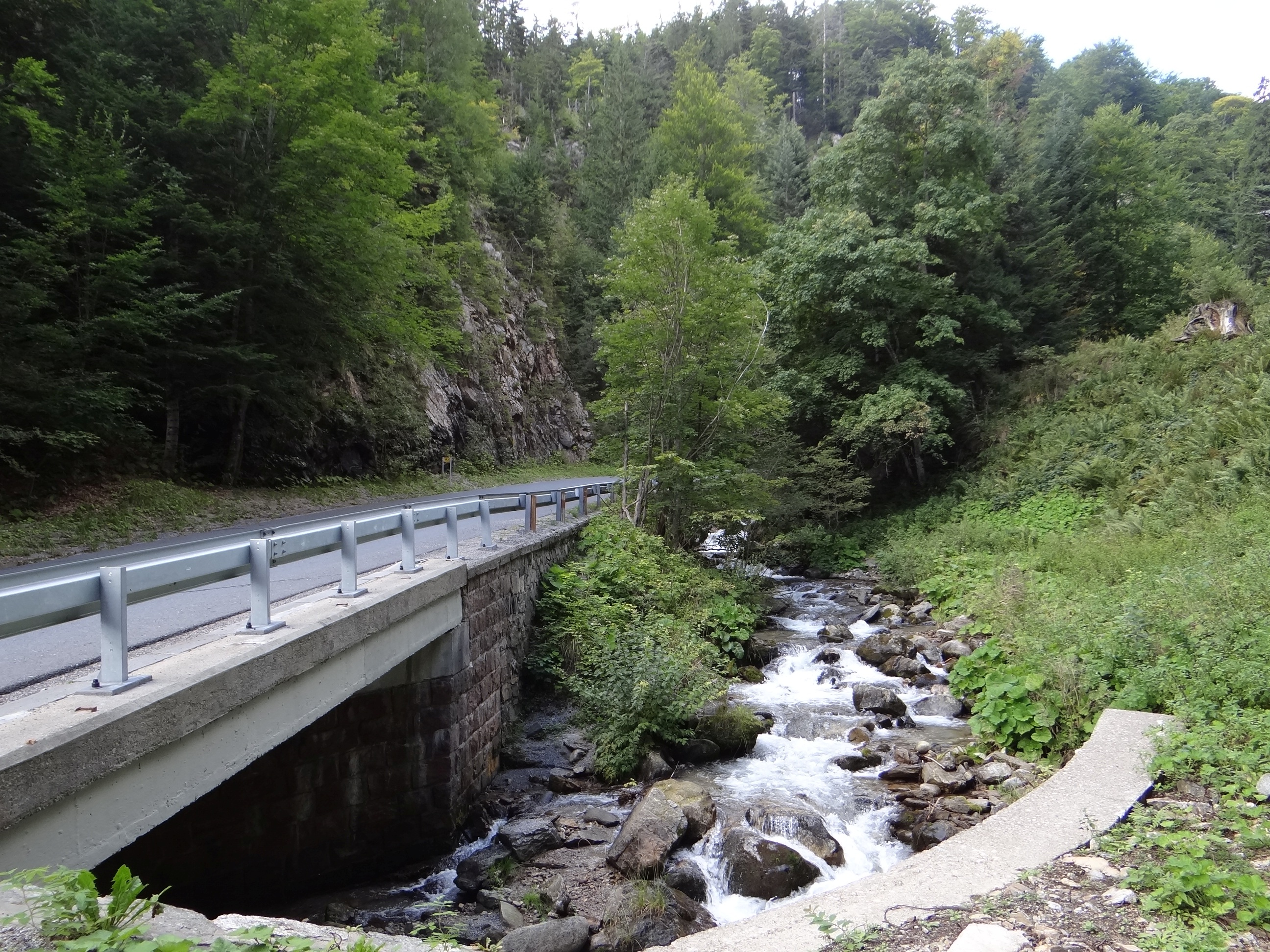